# Gare de Valognes
Gare de Valognes – stacja kolejowa w Valognes, w departamencie Manche, w regionie Normandia, we Francji.
Została otwarta w 1858 przez Compagnie des chemins de fer de l'Ouest. Jest stacją Société nationale des chemins de fer français (SNCF) obsługiwaną przez pociągi TER Basse-Normandie i Intercités.